# Johan Vermeersch
 (19 août 2025).
Le texte peut changer fréquemment, n’est peut-être pas à jour et peut manquer de recul. N’hésitez pas à participer, en veillant à citer vos sources.
Pour les articles homonymes, voir Vermeersch.
Johan Vermeersch, né le 10 novembre 1951 à Langemark en Flandre-Occidentale et mort le 19 août 2025, est un homme d'affaires belge. Après sa carrière de joueur et d’entraîneur, il devient entrepreneur puis président du club de football du RWDM Brussels FC.

## Joueur
Johan Vermeersch fit ses classes dans sa région natale, en Flandre occidentale pour les clubs de Langemark puis du KVK Ypres. En 1971, il rejoignit les rangs du Daring Club de Molenbeek qui évoluait à l'époque en Division 2. Il participa aux deux dernières saisons de la vie du matricule 2 avant la fusion de celui-ci avec le Royal Racing White qui forma le Racing White Daring de Molenbeek (RWDM).
Il joua une saison en Division 1 avec le RWDM qui termina à la 3e place. Vermeersch retourna alors dans sa province natale et défendit les couleurs du KV Courtrai durant 7 saisons (3 en D2, 3 en D1 et de nouveau 1 en D2). Il a été meilleur buteur du championnat de D2 en 1976 avec 15 buts marqués.

## Entraîneur
Après une saison comme joueur à La Gantoise parmi l'élite, Johan Vermeersch revint comme joueur-entraîneur au RWDM. L'équipe termina 17e sur 18, à un point du Beerschot et fut reléguée en compagnie de Beringen.
Vermeersch entama la saison 1984-1985 à la tête du Racing Jet Bruxelles (qui venait de rejoindre l'élite après avoir gagné le Tour final de D2) mais il fut remercié après 6 rencontres de championnat.

## Homme d'affaires et dirigeant
Après deux timides tentatives comme entraîneur, Johan Vermeersch tourna alors le dos au football et développa, avec succès, une entreprise de construction. Mais en 1986, quand le RWDM connut une première faillite, il tenta d'en reprendre le poste de président. Bien qu'il eût le soutien du groupe de joueurs, il échoua dans sa tentative et le fauteuil présidentiel alla à Willy Uytterhaegen.
En 1994, la société de construction de Johan Vermeersch devint sponsor principal du RWDM et l'homme d'affaires entra dans la direction du club. À la fin de la saison 1997-1998, le club fut une nouvelle fois relégué en Division 2. Des litiges apparurent à la suite de la construction d'une tribune jugée trop coûteuse. La direction remercia Vermeersch.
En 2002, à la suite de la faillite définitive consommée du Racing White Daring de Molenbeek, Vermeersch revint sur le devant de la scène. Il reprit les reliefs du club défunt et trouva un accord pour s'associer KFC Strombeek (promu en Division 2, deux ans auparavant). Avec une aide de 14 millions d'euros venant de la Région de Bruxelles-Capitale, Johan Vermeersch devint président du FC Brussels plus couramment appelé Brussels. Et RWDM Brussels depuis 2013.

## Personnage entier
Depuis pas mal d'années, Johann Vermeersch s'est forgé une image de patron strict, pas fermé au dialogue, mais sévère. Un homme entier, bourru, aux idées semblant bien arrêtées qui s'illustra plusieurs fois dans les médias par son franc-parler. Lors de la saison 2007-2008, une controverse anima la scène footballistique belge. Johan Vermeersch aurait adressé des reproches quant à la manière de jouer à un de ses joueurs africains, le Congolais Zola Matumona, en lui disant : « Toi, tu peux remonter dans ton arbre et manger des bananes ».  Les propos choquants firent le tour des rédactions et Johan Vermeersch se défendit d'être raciste et s'excusa d'avoir employé une mauvaise image pour illustrer ses critiques.
Zola Matumona voulut résilier son contrat après les propos choquants de Johan Vermeersch mais il se rétracta après une discussion avec Johan Vermeersch et une conférence de presse fut organisée où Johan Vermeersch s'excusa une nouvelle fois devant le joueur qui accepta les excuses du président.
L'affaire se termina par un retour du joueur au sein du groupe.

### Source
- (nl) Cet article est partiellement ou en totalité issu de l’article de Wikipédia en néerlandais intitulé « Johan Vermeersch » (voir la liste des auteurs).